# Toxophora iavana
Toxophora iavana är en tvåvingeart som beskrevs av Christian Rudolph Wilhelm Wiedemann 1821. Toxophora iavana ingår i släktet Toxophora och familjen svävflugor. Inga underarter finns listade i Catalogue of Life.